# Geraldo Lapenda

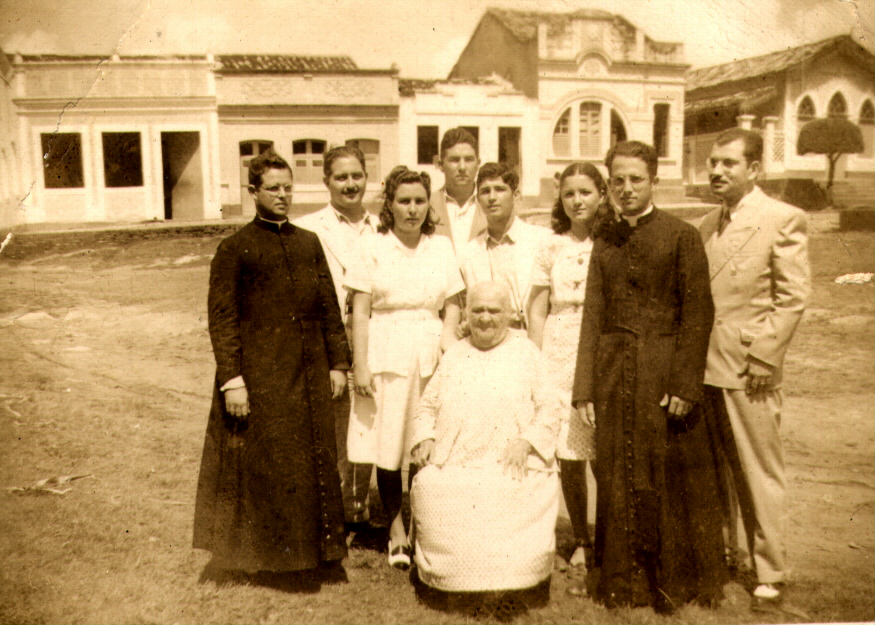
Geraldo Lapenda a Nazaré da Mata, con i fratelli e la nonna (1946)

Geraldo Calábria Lapenda, più noto come Geraldo Lapenda (Nazaré da Mata, 6 dicembre 1925 – Recife, 19 dicembre 2004), è stato un linguista e filosofo brasiliano, autore dell'Estrutura da Língua Iatê.

## Biografia
Nato a Nazaré da Mata, nello Stato brasiliano di Pernambuco, studiò a Rio de Janeiro, al Seminario Arquidiocesano de São José, dove oltre a seguire studi umanistici (1937-1943),  con le specializzazioni in lingua greca, greco biblico e lingua ebraica, seguì il corso di Filosofia (1944-1946),
Alla Pontificia Università Gregoriana, a Roma, studiò Teologia dal 1946 ma senza concludere gli studi. Ritornò in Brasile nel marzo 1948.
Iniziò la sua carriera accademica come fondatore del corso di letteratura della Facoltà di Filosofia di Pernambuco, oggi Università Federale di Pernambuco, nel 1950.
Sposò Maria Clementina Barros Lapenda, il 20 dicembre 1952 ed ebbe da lei tre figli: Ana Lucia, Marcos José e Marcelo Lapenda.
Ottenne anche il titolo di Docente Livre di Linguistica, con la discussione della tesi Aspectos Fonéticos do Falar Nordestino (1977).
Nell'Università Federale di Pernambuco ebbe cariche amministrative, essendo stato nominato dirigente del Dipartimento di Letteratura (1976-1978 - 1978-1980) e vice-rettore (1980-1984) e poi anche rettore (marzo-novembre 1983).
Partecipò attivamente alla fondazione dell'Associazione Brasiliana di Linguistica (ABRALIN).
Gestì un blog su internet.

## Opere

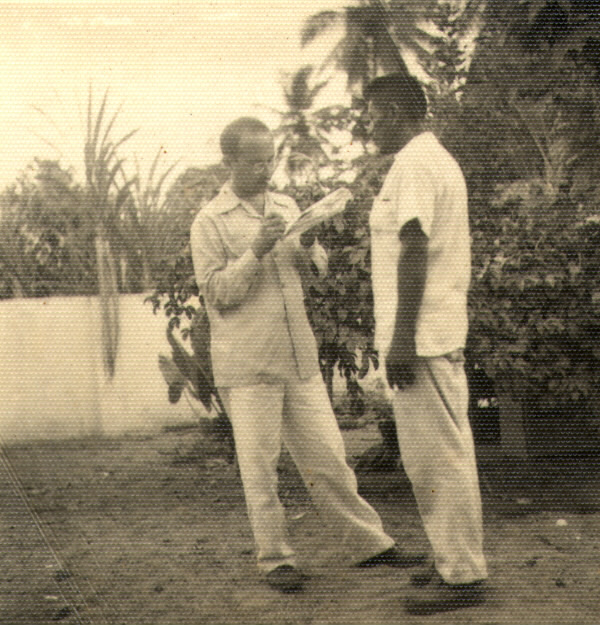
Geraldo Lapenda con il fulniô Lourenço (1952)

### Pubblicazioni di linguistica
- História da Literatura Latina – apreciacione da obra del Cônego Pedrosa (1948)
- O Condicional no Sistema Verbal Latino (1952)
- Nomes Compostos da Língua Grega (1952)
- Português Comercial – apreciacione sobre o trabalho del Prof. Adauto Pontes (1952)
- Palestra e Ginásio (1953)
- Etimologia da Palavra "Tupã"[1] (1953)
- Morfologia Histórica do Italiano (1954)
- O Indo-europeu (1954)
- Os Dialetos da Itália (1956)
- O Substantivo Italiano (1959)
- O Dialeto Xucuru[1] (1962)
- Perfil da Língua Yathê[1] (1965)
- Processos Morfológicos e Mudanças Fonéticas (1977)
- Meios de Produção e Transmissão dos Sons da Fala na Linguagem Humana (1980)
- Universidade é reunião de valores (1980)
- Maracutaias (1990)
- Quebra-cabeças (1990)
- Pseudo-etimologias (1990).

### Poesia
- Por causa d'um colarinho (1942)
- Xe remirekó (1952)
- Ne te deiciant tribulationes (1955)
- HOMEMULHER (1978)